# 丰特拉维亚

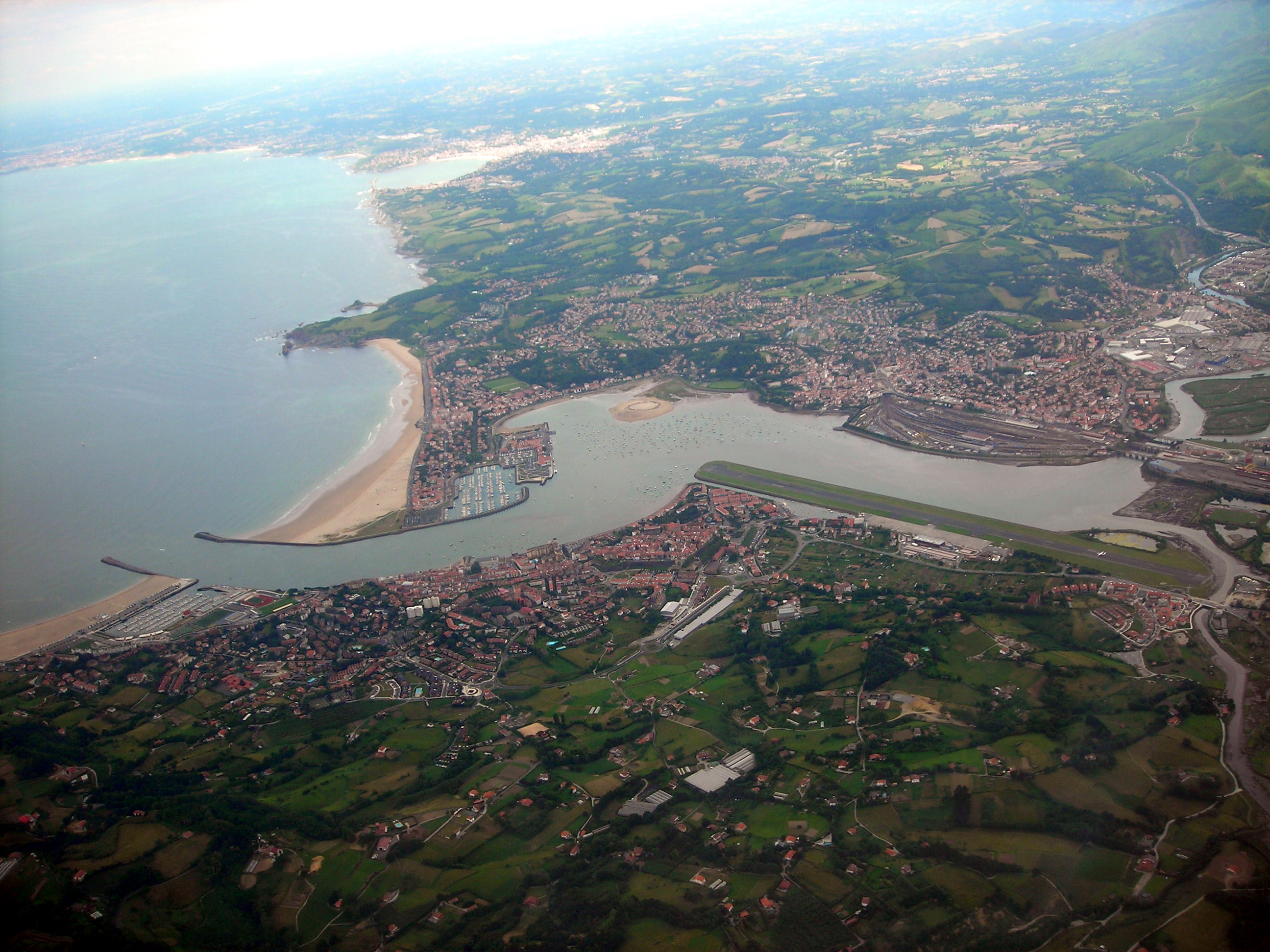
丰特拉维亚与昂代，航拍图

丰特拉维亚（西班牙語：Fuenterrabía），巴斯克语名为翁达里比亚（Hondarribia），西班牙巴斯克自治区与法国交界处一小城，属吉普斯夸省管辖。该城人口15700人（2005年）。

## 人口
| 丰特拉维亚历史人口变化图 |
|                          |
| 来源：INE                |

## 著名人物
- 何塞·马里亚·奥拉萨瓦尔：职业高尔夫球运动员，2013年阿斯图里亚斯亲王奖获得者。[3]